# Ulica Eugeniusza Gepperta we Wrocławiu

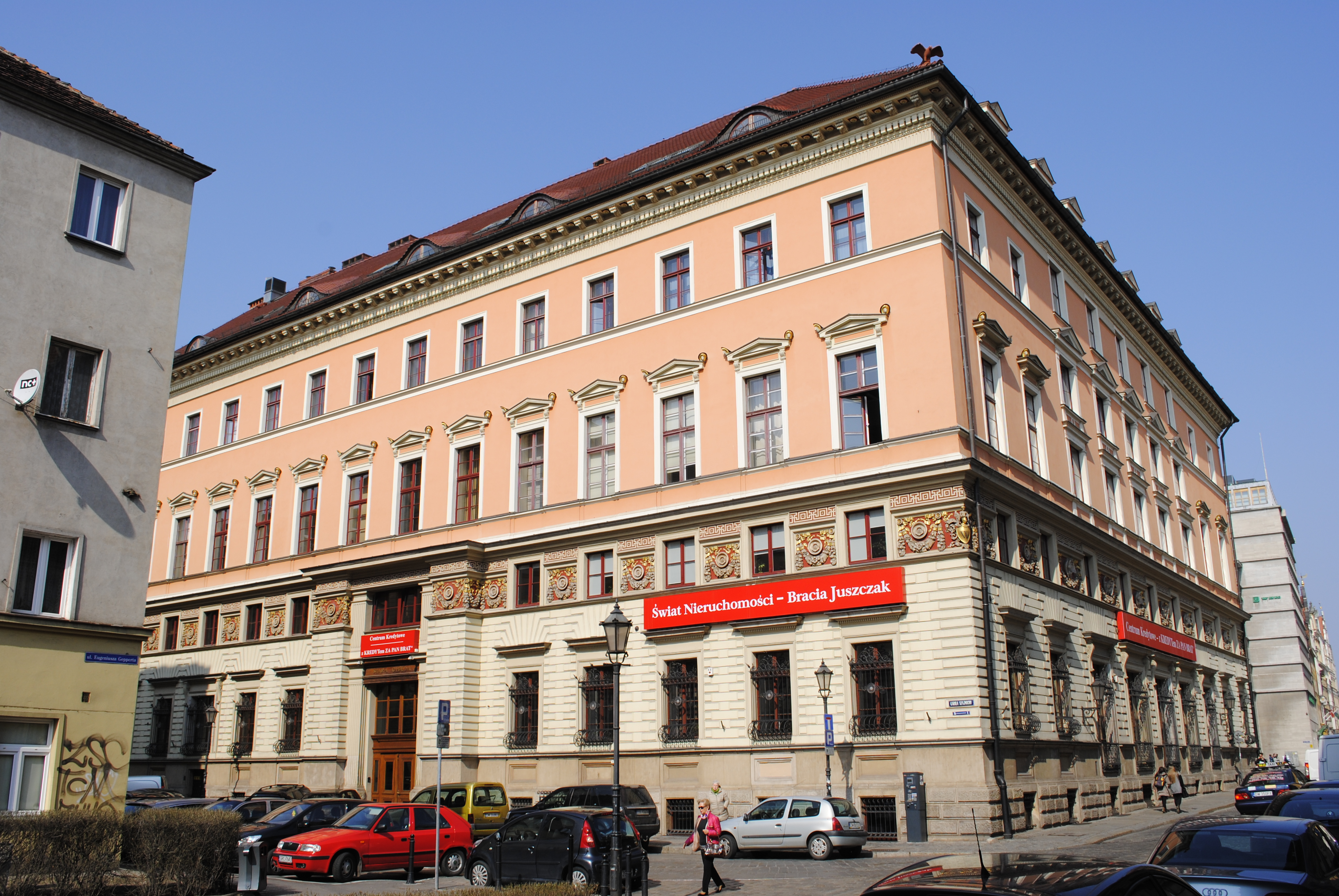
Stara giełda

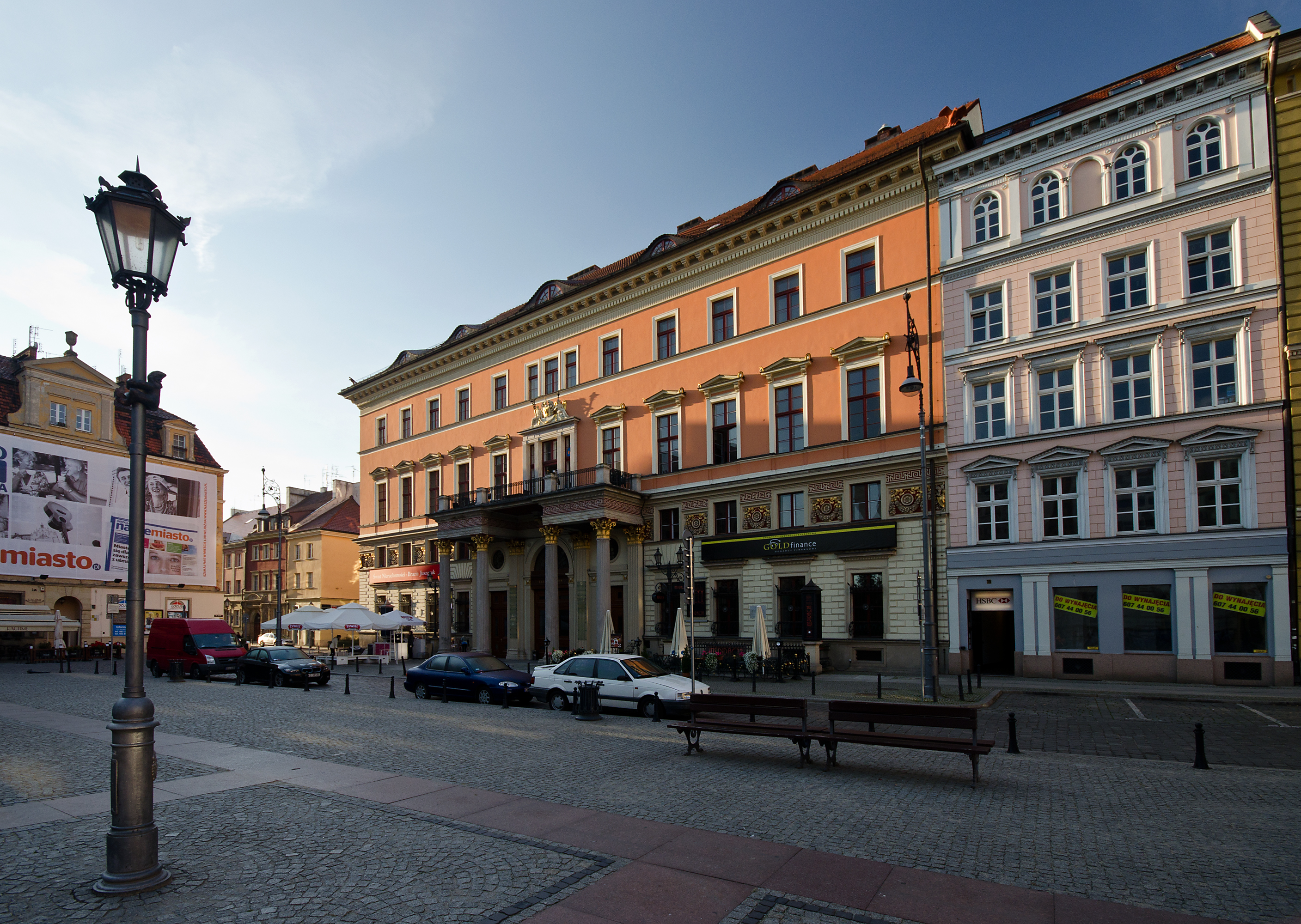
Początek ulicy (po lewej)

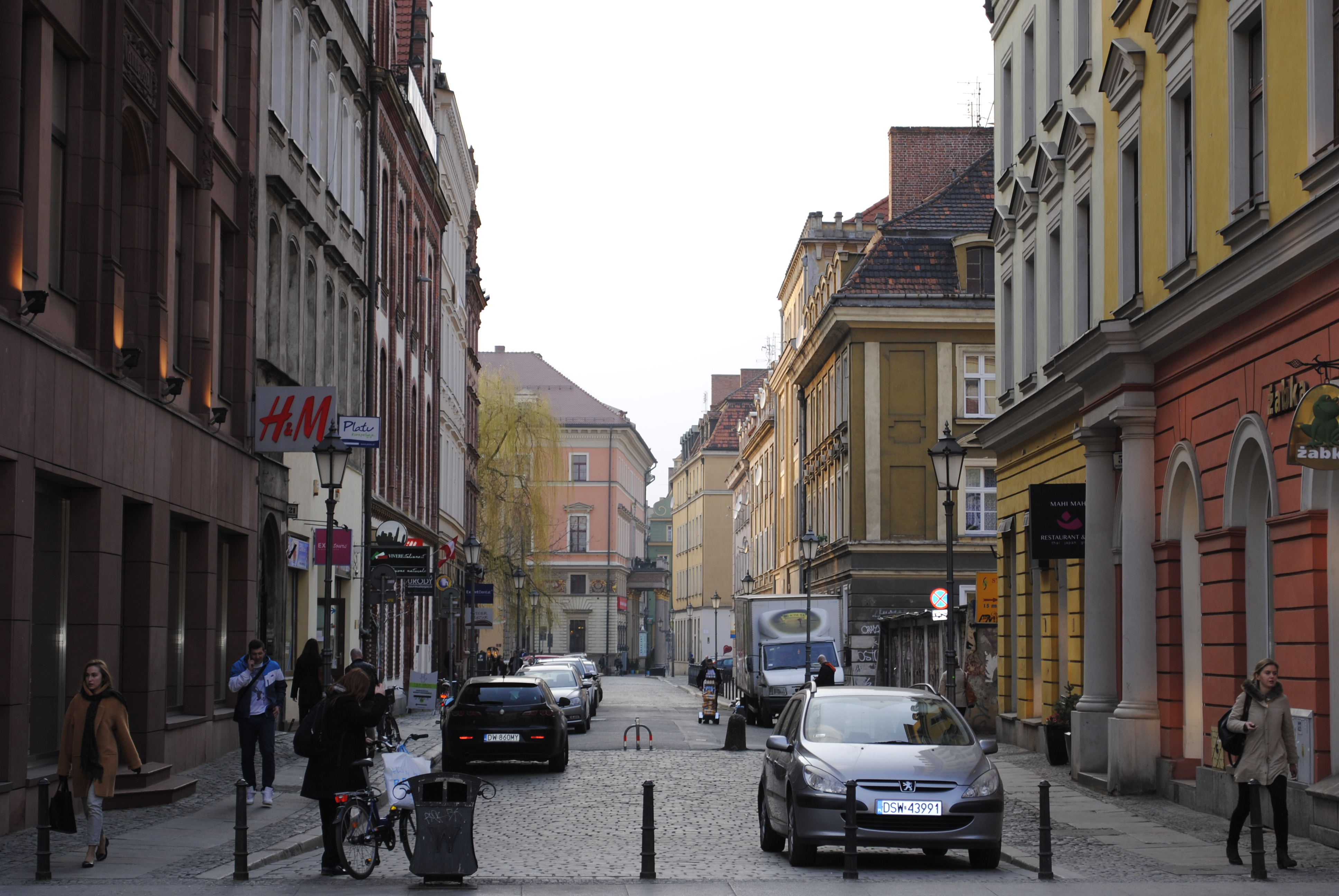
Ul. Ofiar Oświęcimskich w kierunku ulicy Eugeniusza Gepperta i placu Solnego

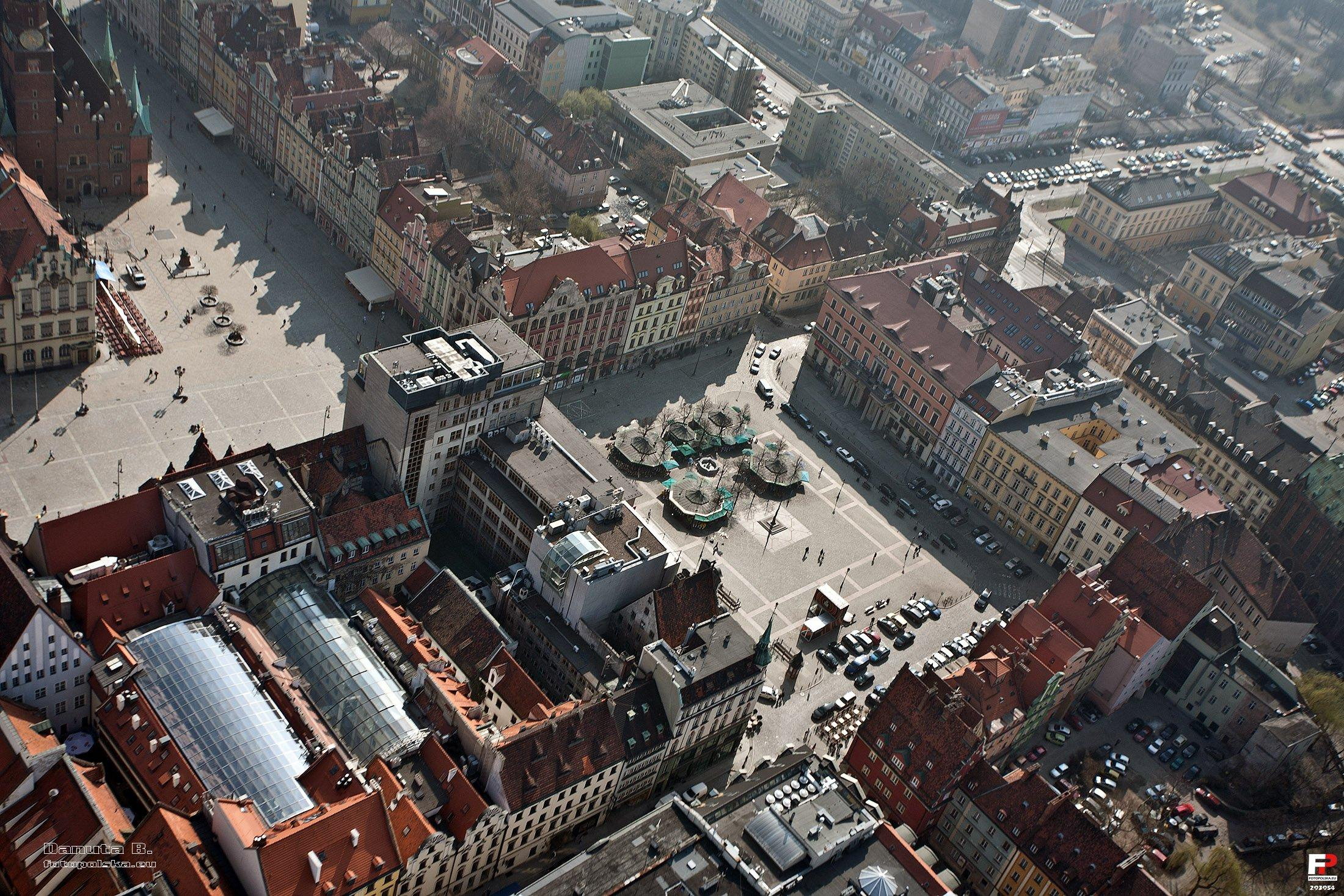
Pl. Solny i początek ul. E. Gepperta

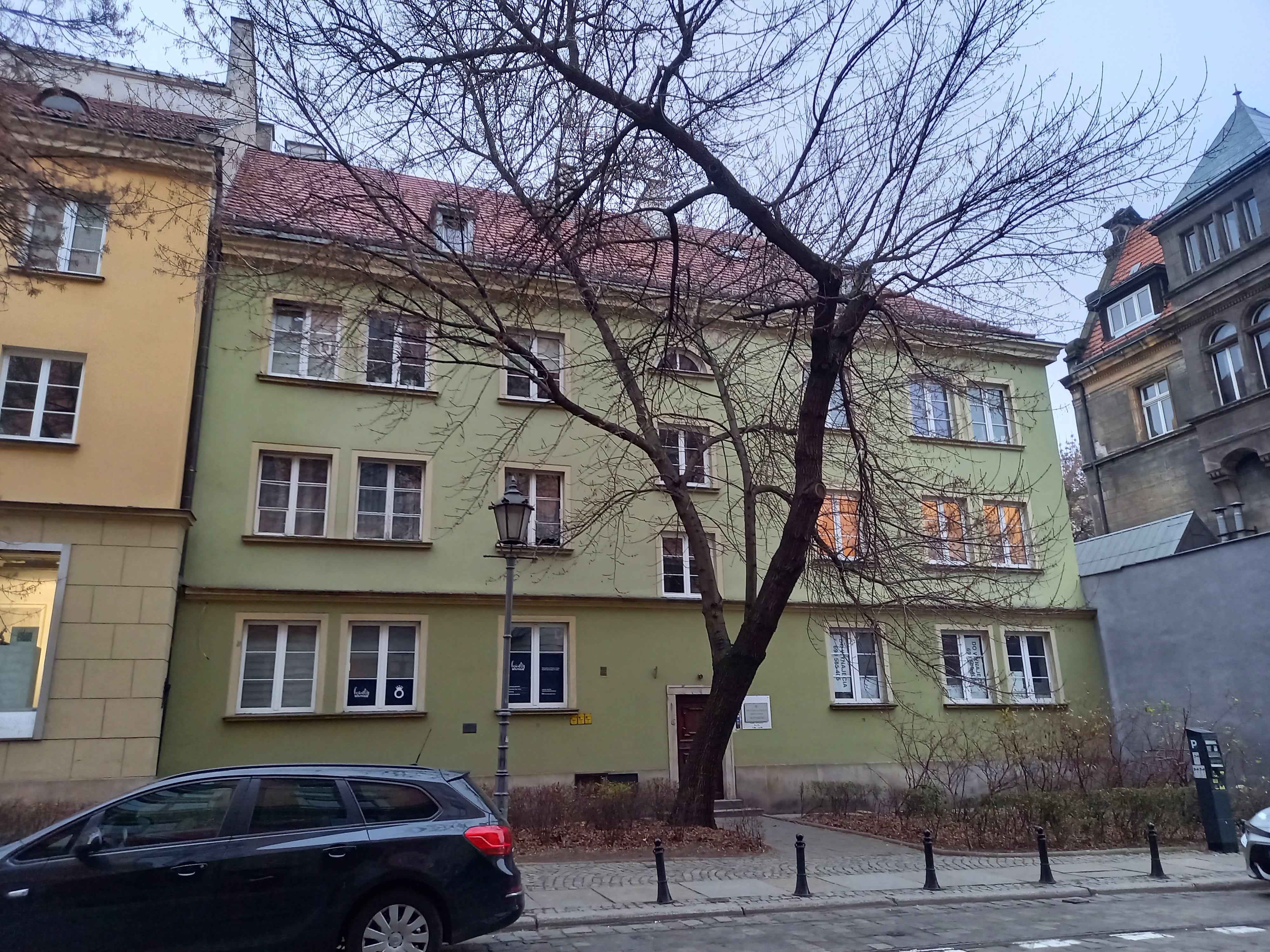
Ul. E. Gepperta 2

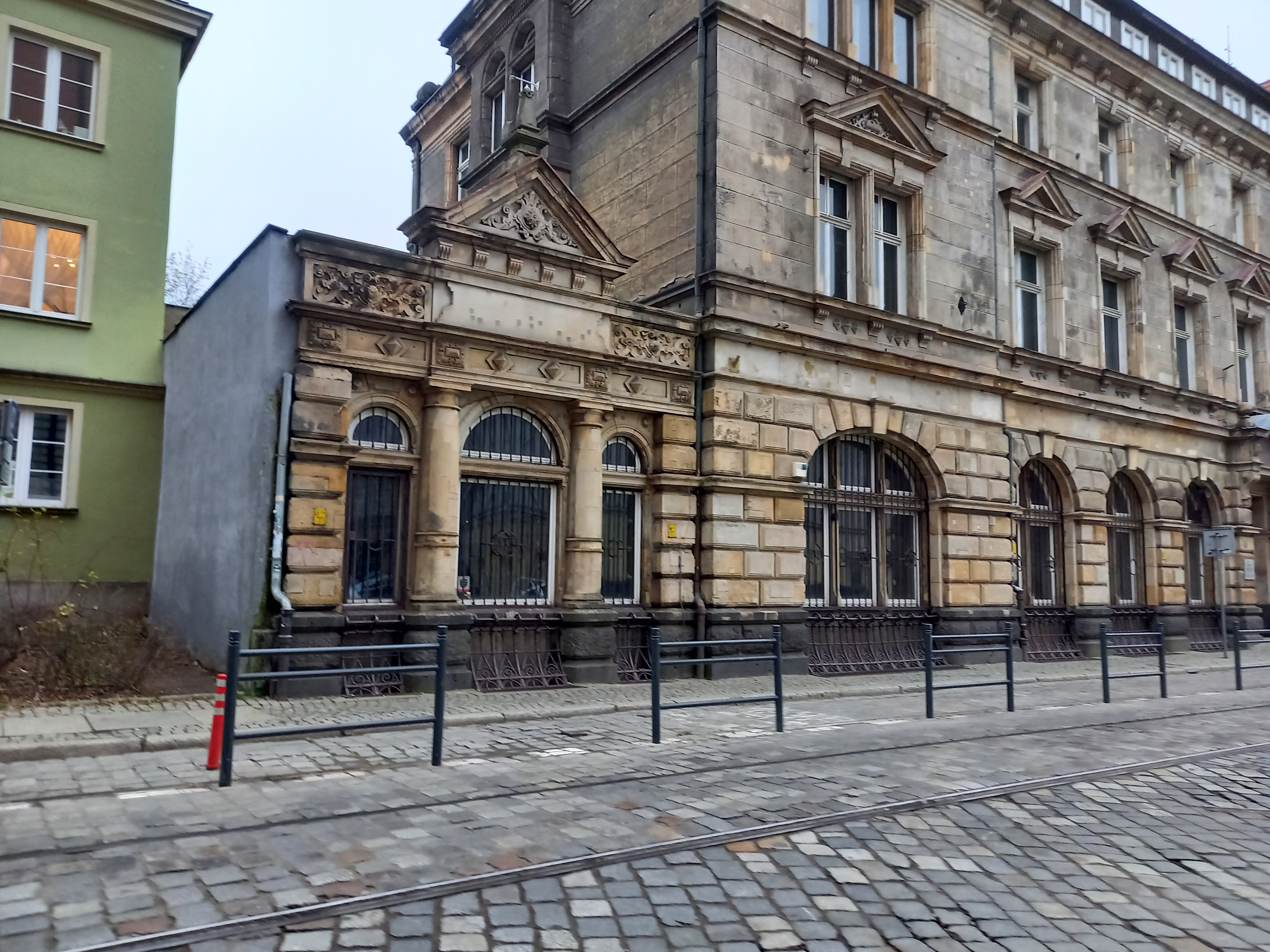
Ul. E. Gepperta 4 (bank)

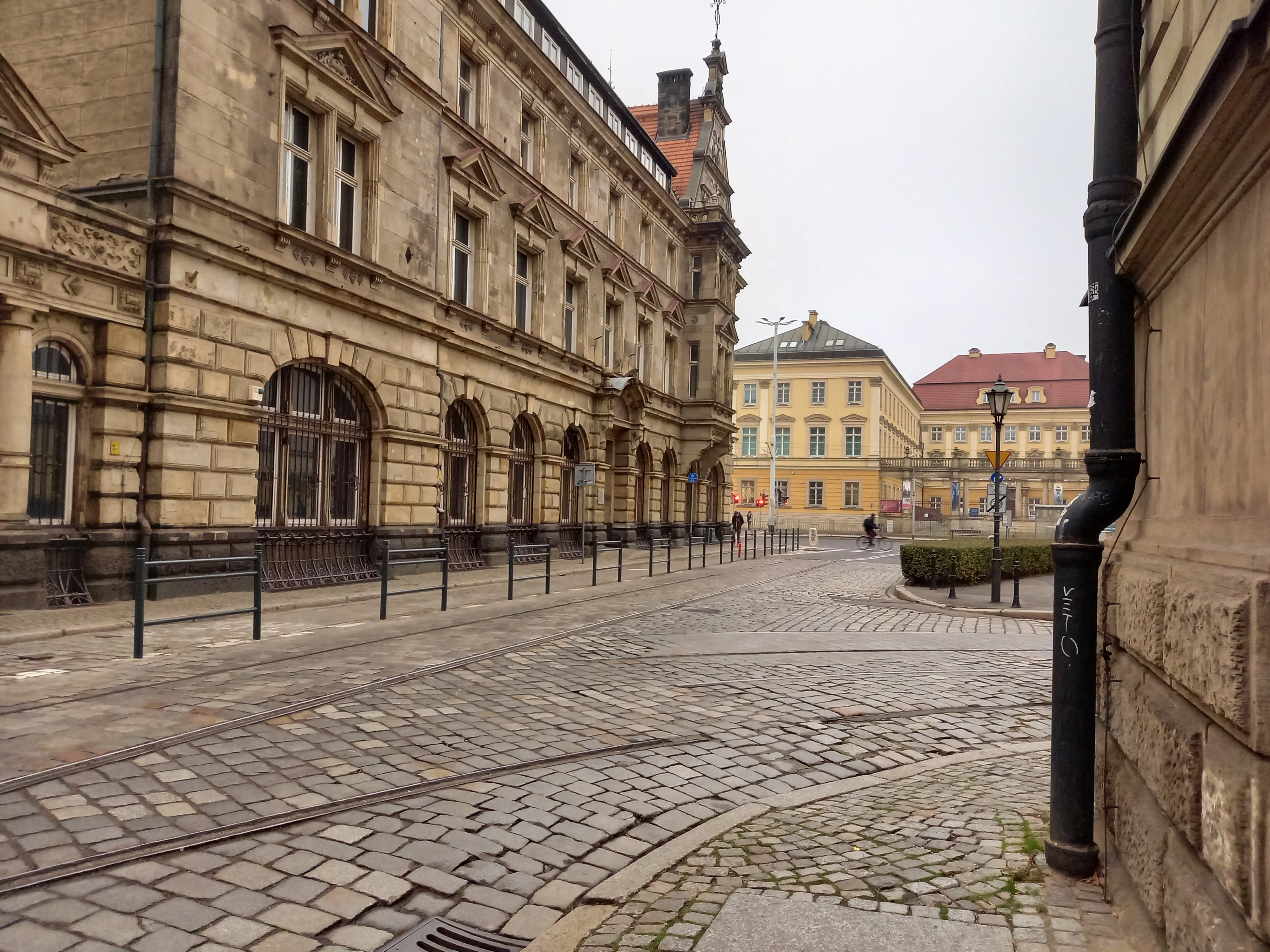
Odcinek końcowy

Ulica Eugeniusza Gepperta – ulica położona we Wrocławiu na Starym Mieście. Łączy plac Solny z ulicą Kazimierza Wielkiego. Ma 111 m długości. W pierzei wschodniej ulicy położony jest między innymi budynek Starej Giełdy, natomiast w pierzei zachodniej Kamienica Heinricha von Rybischa oraz budynek Schlesische-Boden-Credit-Actien Bank.

## Historia
Ulica została wytyczona około 1242 r. podczas tyczenia lokalizacyjnego wrocławskiego Rynku. Jednakże niewielka ilość informacji o tej ulicy z tamtych czasów wskazuje, że nie miała ona ówcześnie nadanej nazwy, gdyż powstała wtórnie wraz z zabudową pomocniczego ciągu komunikacyjnego, co potwierdza częściowo plan z 1562 r., na którym również występuje jako bezimienna. Droga ta przecięta była ujściową odnogą rzeki Oława, tzw. Czarną Oławą lub Oławą miejską, która stanowiła fosę wewnętrzną biegnącą przed murami miejskimi wewnętrznymi w ramach systemu fortyfikacji miasta i ówcześnie także jedno z ujść Oławy do rzeki Odry. Nad tym ramieniem rzeki przerzucono kładkę, następnie most Oławski, a w XIV wieku most Starościński, później Most Urzędowy. Pomiędzy murami a korytem rzeki, w miejscu dzisiejszej ulicy Karola Szajnochy znajdował się targ koński, działający do 1549 r.. Zaś w murach miejskich znajdowała się furta zapewniająca połączenie z placem Solnym i przeprawą przez rzekę. Wzdłuż koryta rzeki położona była drewniana zabudowa mieszkalna i gospodarcza.
W XVI wieku po stronie wschodnie istniała gotycka zabudowa śródmiejska. Została ona wyburzona a na pozyskanym terenie w latach 1526-1531 zbudowano kamienicę wrocławskich patrycjuszy von Rybiszchów (Heinrich Rybisch). Był to zespół trzech połączonych budynków z dwoma dziedzińcami i ogrodem nad fosą wewnętrzną (Czarną Oławą). W XVIII wieku nastąpiła jego przebudowa, a w 1945 r., w czasie II wojny światowej, kompleks został zniszczony. Jego odbudowa miała miejsce w latach 1956-1958 i 1962-1963, a w 1997 roku przeszedł gruntowną restaurację. Współcześnie adres obiektu to ulica Ofiar Oświęcimskich 1.
W 1719 r. powstała najstarsza część, rozbudowywanego w kolejnych latach, kompleksu pałacowego – ówcześnie rezydencji barona Heinricha Gottfrieda von Spätgen, tzw. Pałac Spätgenów. Została ona 1750 wykupiona przez króla Prus Fryderyka II Wielkiego i od tego czasu stanowiła Rezydencję Królów Pruskich, tzw. Pałac Królewski. Po I wojnie światowej znajdowało się tu od 1926 r. Muzeum Rzemiosła Artystycznego i Starożytności. Po zakończeniu II wojny światowej urządzono tu Muzeum Archeologiczne i Muzeum Etnograficzne, a od 2000 r. Muzeum Miejskie Wrocławia.
Przy placu Solnym 16, na posesjach przylegających do ulicy Eugeniusza Gepperta, istniała zabudowa na którą składał się ciąg kamienic w zabudowie pierzejowej. W XVI wieku (przed 1562 r.) z połączenia dwóch takich gotyckich kamienic powstał Pałac Rehdigerów, od 1694 r. cesarski urząd zwierzchni. Budynek zburzono w 1822 r.. Przylegał do niego także budynek giełdy również wyburzony. W pozyskanym w ten sposób miejscu przeprowadzono nową inwestycję i w 1825 r. oddano do użytku budynek Starej Giełdy. Jego wschodnia elewacja współtworzy zachodnią pierzeję ulicy. Projektantem tego budynku był Carl Ferdinand Langhans.
W 1866 r. zasypano Czerną Oławę i złączono ulicę w całość.
W latach 1889–1891 zbudowano przy ulicy pod numerem 4 eklektyczny budynek neoromantyczny, według projektu Richarda Plüddemanna, w którym mieścił się Schlesische-Boden-Credit-Actien Bank, a po wojnie bank PKO, obecnie IV oddział Wrocław PKO BP S.A..
Podczas działań wojennych prowadzonych w czasie oblężenia Wrocławia w 1945 r. większość zabudowy uległa zniszczeniu lub znaczącemu uszkodzeniu. Ucierpiał Pałac Królewski, którego część została zniszczona, a także ucierpiała zabudowa przy ulicy. W latach 70. XX wieku zbudowano w miejscu wąskich uliczek i dawnego koryta Oławy szeroką arterię, tzw. Trasę W-Z.

## Nazwy
W swojej historii ulica nosiła następujące nazwy:
- Schloßstraße (Zamkowa), od 1824 r. do 1983 r.[1][4][22]
- Eugeniusza Gepperta, od 1983 r.[1][4][22].

Nazwa ulicy – Schloßstraße, Zamkowa – wywodzi się od rezydencji wzniesionej na osi ulicy, z zakupionej w 1750 r. przez Fryderyka II – Pałac Spätgenów, stanowiąca następnie Rezydencję Królów Pruskich, obecnie położony przy ul. Kazimierza Wielkiego 35. Nazwa ta została później nadana planowanemu już w latach 60. XX wieku połączeniu drogowemu z placem Wolności – obecna ulica Zamkowa. Współczesna nazwa ulicy została nadana uchwałą podjętą przez Radę Narodową ówczesnego Województwa Wrocławskiego nr XV/89/83 z 30.03.1983 r.. Upamiętnia ona Eugeniusza Gepperta, urodzonego dnia 4 września 1890 we Lwowie, zmarłego dnia 13 stycznia 1979 we Wrocławiu, polskiego malarza, przedstawiciela koloryzmu, organizatora Akademii Sztuk Pięknych we Wrocławiu.

## Układ drogowy
Do ulicy przypisana jest droga gminna numer 105001D o długości 111 m klasy dojazdowej położona na działce o powierzchni 1245 m2. Ulica biegnie od placu Solnego do ulicy Kazimierza Wielkiego. Przebiega w całości w strefie ograniczenia prędkości do 30 km/h. Ulica, jako położona w strefie ruchu uspokojonego i ograniczenia prędkości, włączona jest w system dróg rowerowych miasta i łączy się między innymi z drogami rowerowymi ulicy Kazimierza Wielkiego i placu Solnego.
Ulice powiązane z ulicą Eugeniusza Gepperta:
- skrzyżowanie: pl. Solny[1][3]
- skrzyżowanie: ul. Ofiar Oświęcimskich[31][32]
- skrzyżowanie: ul. Karola Szajnochy[33]
- skrzyżowanie, z sygnalizacją świetlną[34]: ul. Kazimierza Wielkiego[1][35], w ramach Trasy W-Z[13], wydzielone torowisko tramwajowe[36] [37].

## Zabudowa i zagospodarowanie
Teren po zachodniej stronie ulicy jest zagospodarowany i zabudowany podlegającymi ochronie budynkami. Na odcinku od placu Solnego do ulicy Karola Szajnochy jest to zabytkowy budynek Starej Giełdy, na odcinku od ulicy Karola Szajnochy do ulicy Kazimierza Wielkiego jest to kamienica z częścią mieszkalną i częścią usługową wpisana do gminnej ewidencji zabytków.
Natomiast teren po stronie wschodniej przeznaczony jest w podstawowym zakresie pod usługi centrotwórcze, zabudowę mieszkaniową i zieleń. Wzdłuż samej ulicy zlokalizowana jest zabudowa ciągła pierzejowa, w tym budynek zabytkowy (Kamienica Heinricha von Rybischa) oraz budynek wpisany go gminnej ewidencji zabytków (Schlesische-Boden-Credit-Actien Bank).
Ulica położona jest w obszarze znajdującym się na wysokości bezwzględnej pomiędzy 117 a 118 m n.p.m.. Strona zachodnia ulicy leży w obszarze rejonu statystycznego nr 933120, w którym gęstość zaludnienia wynosiła 8151 osób/km² przy 498 osobach zameldowanych, natomiast strona wschodnia położona jest w obszarze rejonu statystycznego nr 933130, w którym gęstość zaludnienia wynosiła 7452 osoby/km² przy 592 osobach zameldowanych (według stanu na dzień 31.12.2018 r.).

## Ochrona i zabytki
Obszar, na którym położona jest ulica Eugeniusza Gepperta, podlega ochronie w ramach zespołu urbanistycznego Starego Miasta z XIII–XIX wieku, wpisanego do rejestru zabytków pod nr. rej.: 196 z 15.02.1962 oraz A/1580/212 z 12.05.1967 r.. Inną formą ochrony tych obszarów jest ustanowienie historycznego centrum miasta, w nieco szerszym obszarowo zakresie niż wyżej wskazany zespół urbanistyczny, jako pomnik historii  . Samo miasto włączyło ten obszar jako cenny i wymagający ochrony do Parku Kulturowego "Stare Miasto", który zakłada ochronę krajobrazu kulturowego oraz uporządkowanie, zachowanie i właściwe kształtowanie krajobrazu kulturowego oraz historycznego charakteru najstarszej części miasta .
Przy ulicy i w najbliższym sąsiedztwie znajdują się następujące zabytki:
| obiekt, położenie | powstanie, nr rej. | fotografia |
| --- | --- | ---------- |
| strona zachodnia | |            |
| Budynek "Starej Giełdy", obecnie biurowiec plac Solny 16 (ulica Karola Szajnochy 2)                                    | 1825 r. (projekt Carl Ferdinand Langhans), po 1945 r., początek XXI wieku (lata 1822-1824) 26 z dnia 28.11.1947 r. oraz A/3097/124 z dnia 15.02.1962 r.                                   |            |
| Kamienica, obecnie budynek mieszkalny z częściowo usługowym parterem ulica Kazimierza Wielkiego 34                     | około 1880 r., około 1975 r. gez, mpzp |            |
| strona wschodnia | |            |
| Kamienica (Haus von Ruffer), obecnie siedziba banku plac Solny 17                                                      | koniec XIX wieku (na miejscu wcześniejszej), lata 1956-1957 (rekonstrukcja) gez, mpzp |            |
| Kamienica Heinricha von Rybischa, obecnie budynek mieszkalny ulica Ofiar Oświęcimskich 1                               | lata 1526-1531, XVIII wiek (przebudowy), 1945 r. (zniszczony), lata 1956-1958 i lata 1962-1963 (rekonstrukcja i odbudowy), 1997 r. XVI (?) A/5251/126 z dnia 15.02.1962 r.                |            |
| Schlesische-Boden-Credit-Actien Bank – obecnie bank PKO ulica Eugeniusza Gepperta 4                                    | 1891 r. gez, mpzp |            |
| zamknięcie osi widokowej w kierunku południowym                                                                        | |            |
| Pałac Spätgenów, następnie Rezydencja Królów Pruskich, obecnie Muzeum Miejskie Wrocławia ulica Kazimierza Wielkiego 35 | XVII wiek, około 1719 r., lata 1786-1794 (skrzydła wschodnie i zachodnie), odbudowa w latach 1963-1966, 2009 r. XVIII-XIX wiek 44 z dnia 29.03.1949 r. oraz A/5268/60 z dnia 6.02.1962 r. |            |